# Trusley
Trusley – wieś w Anglii, w hrabstwie Derbyshire, w dystrykcie South Derbyshire. Leży 10 km na zachód od miasta Derby i 187 km na północny zachód od Londynu.